# Federica Cellini
Federica Cellini (Roma, 13 agosto 1979) è una regista e giornalista italiana.

## Biografia
Con i suoi lavori ha documentato la realtà sociale ed il viaggio in alcuni dei luoghi più difficili: dai campi profughi palestinesi in Libano (Palestiniadi, racconto di una manifestazione sportiva nei campi per rifugiati del Libano), alle campagne di prevenzione dell'AIDS in Africa (Lo Schermo nella Polvere girato in Mozambico), dai Balcani del post guerra, alle zone rurali della Cambogia, dalla morte per fuoco amico del giocatore di football americano Patrick Tillman in Afghanistan, fino alla piccola community per soli anziani di Toms River nel New Jersey (Last Stop, sulle comunità di anziani soli negli Stati Uniti). Vincitrice di numerosi premi internazionali per i suoi documentari, dal premio Ilaria Alpi al Prix Italia; dal New York Festivals al Sichuan Tv Festival – Gold Panda Award (Cina). 
La sua installazione d’arte Draunara, sui migranti che arrivano a Lampedusa, è stata presentata dal Museo di Arte Contemporanea Castello di Rivoli e al Museo MAXXI di Roma, e al Festival Internazionale di Ferrara. Proprio in seguito al percorso professionale che l’ha vista impegnata in una ricerca narrativa costante, dai documentari alle installazioni, dalle performance alle rappresentazioni teatrali, Cellini è stata chiamata a tenere un corso alla scuola Holden di Torino: Arte, immagini e mondo reale e nel 2020 tiene un workshop di non fictional storytelling alla Georgetown University.
Ha diretto e portato in scena negli Stati Uniti presso Joe's Movement Emporium la rappresentazione teatrale Dhana and the rosebuds, tratta da un suo script originale scritto con Giulia Corda prodotta da Ally Theatre Company. Lo spettacolo che racconta la storia di Dhana, una ragazza di origine siriane cresciuta negli Stati Uniti e alla ricerca di sua nonna nella marcia dei rifugiati che lasciano la Siria diretti in Europa, è già stato inserito tra gli show “reccomended” del 2019/2020 dall‘Helen Hayes Award, il più importante premio di teatro della capitale degli Stati Uniti, Washington. Un estratto di questo spettacolo era già stato selezionato dal Festival InScena di New York e presentato al The Brick, Brooklyn.
Negli Stati Uniti ha co-fondato una piattaforma no-profit di storytelling al femminile, Mamalas_women at work.
Ha anche collaborato con i programmi televisivi La Storia siamo noi, Ballarò,  Dimartedì.  Ha scritto e condotto Citizen Report (RAI 3, trasmissione dedicata al Giornalismo partecipativo e I nuovi Mille (RAI 2) e l'approfondimento del TG2 sull'elezione del nuovo Papa "Conclave, tutti i giorni dalla Sistina". Ha diverse collaborazioni con alcuni magazine e quotidiani italiani. Dal 2011 ha curato su Vogue Italia una rubrica di giornalismo partecipativo intitolata My Vogue Citizen Journalism". Nel 2010 viene selezionata per il TNT Festival dei Giovani Talenti e nel 2009 fa parte della giuria del Festival CinemAmbiente..

## Riconoscimenti
- Premio Ilaria Alpi – Premio Giovane 2007 per "Lo Schermo nella Polvere"[2]
- Prix Italia – Special Prize “Communication for Life” 2007 per "Lo Schermo nella Polvere"[3]
- Primo Premio Guirlande d'Honneur Miglior documentario Sezione “Sport e Società” – Sport Movies & Tv – Milano International FICTS Fest organizzato dalla FICTS (Milano, 30 ottobre – 4 novembre 2009) per "Palestiniadi"[4]
- Gold Panda for Photography (direttore della fotografia Giuseppe Malpasso)- Sichuan TV Festival 2009, categoria "Society", per "Last Stop"[5]